# Макавеї

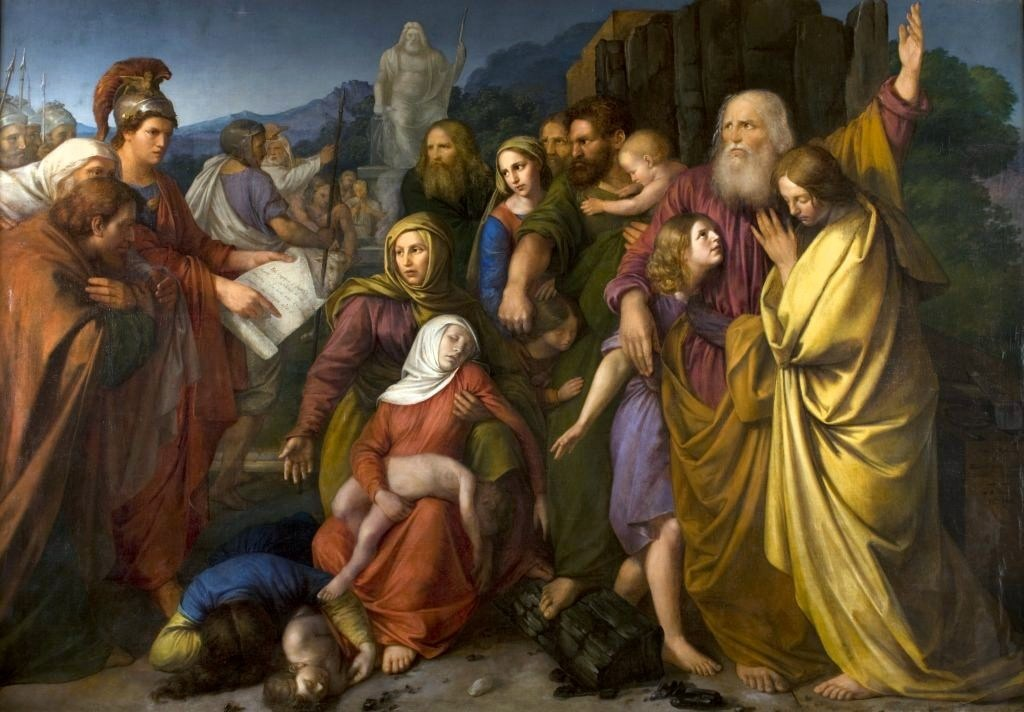
Войцех Штаттлєр, «Маккавеї»

Макавеї (івр. מכבים; Макабім)  — юдейські повстанці проти правління та насильницької еллінізації Селевкідів священницького походження із поселення Модіїн. Макавеї також були засновниками царського та первосвященницького роду Хасмонеїв, що панував над Юдеєю у 165—63 роках до н. е.
Назва Макавей (від арамейського «makkaba» — «молот») спочатку була прізвиськом Юди Макавея — сина Маттафії Хасмонея, що підняв повстання. Юда Макавей, третій син Маттафії, після смерті батька очолив повстання проти еллінізації Юдеї сирійськими греками у 166—160 роках до н. е. Назва Макавеї пізніше стала застосовуватися для позначення всіх повстанців та захисників віри за часів Антіоха Епіфана.

## Початок Повстання
У той час Юдеєю правив Антіох IV, греко-сирійський цар Держави Селевкідів, який проводив жорстку політику еллінізації (поширення грецької мови, релігії та культури) щодо єврейського населення Юдеї. Ключовим елементом такої політики було прагнення спонукати або змусити євреїв відмовитися від особливостей своєї віри і ввести в Юдеї грецьку культуру і релігію. У 167 р. до н. е. Антіох перетворив Єрусалимський храм в святилище Зевса Олімпійського. Апогеєм гонінь на юдаїзм стали язичницькі жертвоприношення у головній єврейської святині — Єрусалимському храмі. Ображене релігійне почуття юдеїв викликало вибух обурення в їх середовищі, який вилився в озброєне повстання у 166 році до н. е. Початком повстання стало вбивство Маттафією у місті Модіїні єврея, який приніс жертву на вівтарі, побудованому греками. Після цього Маттафія з родиною втік у гори і незабаром об'єднав і очолив повстанські загони, які раніше діяли в Юдеї та південній Самарії. Священик Маттафія, що встав на чолі повсталих, заважав діяльності царської адміністрації, здійснював напади на сусідні місцевості, руйнуючи поганські вівтарі, караючи відступників від віри предків і євреїв лояльних новій політиці. Маттафія незабаром помер (166 р. до н. е.), але його дії призвели до втрати сирійського адміністративного контролю в Юдеї, за винятком Єрусалима. Після його смерті керівництво повстанцями перебрав на себе його син Юда Макавей. У той час коли Антіох IV вів війну на сході своєї імперії, Макавеям вдалося розбити невеликі військові угрупування Селевкідів, оволодіти Єрусалимом та очистити Єрусалимський храм. Ця подія дотепер відзначається святом Ханука.

## Боротьба за трон у державі Селевкідів
У 164 році помирає Антіох IV і серед командирів його військ розпочинається боротьба за владу. Вона припиняться незабаром, по поверненню з Рима племінника Антіоха IV — Деметрія I Сотера. Він переймає на себе правління державою і продовжує боротьбу проти Макавеїв. У 160 р. до н. е. Юда Макавей загинув у битві проти генерала Сотера — Бакхіда, що стало важким ударом для повстанців.

## Занепад держави Селевкідів і тріумф Макавеїв
Після смерті Юди ватажком повстанців стає Йонатан Хасмоней. Він використовує внутрішню боротьбу у державі Селевкідів між Деметрієм I Сотером та узурпатором Александром Баласом. Обидва намагаються використати Хасмонея у своїй боротьбі за трон. Александр Балас надає Йонатану Хасмонею сан первосвященика. Узурпатор Александр навіть деякий час зумів утримати свою перевагу, однак незабаром його перемагає син Деметрія I — Деметрій II Нікатор. Однак цим боротьба у Державі Селевкідів не закінчується. Її продовжує наступний генерал — Діодот Трифон і цим покращує стан повстанців. Ситуація не змінюється навіть коли Трифон вбиває Йонатана. Місце вже правителя і первосвященика займає останній син Маттафії Хасмонея — Симон Хасмоней. Із завоюванням Симоном фортеці Акри знищено останній символ панування Селевкідів у Юдеї. Останні військові дії з державою Селевкідів відбулися у 134 році до н. е. вже між сином Симона Хасмонея — Йохананом Гірканом та Антіохом VII, які закінчилися мирним договором. Після цього Селевкіди були занадто слабкі, щоби проводити свою політику поза Сирією.

## Юдея після повстання
Після смерті Йоханана Гіркана правління переходить у руки його сина Арістобула I — первосвященика та першого царя Юдеї після вавилонського полону. Хасмонеї і далі проводять політику захоплення земель і навіть насильного навернення завойованих народів у юдаїзм. Юдея зберігає незалежність до завоювання Єрусалиму Помпеєм у 63 році до н. е., а династія Хасмонеїв зберігає за собою сан первосвящеників та царську владу до 37 року до н. е. поки ідумеянин Ірод І Великий не перебрав на себе всю владу у країні.

## Історія Макавеїв удейтероканонічних книгах
Історія Повстання Макавеїв представлена як у второканонічних книгах Старого Заповіту Книгах Макавеїв — Перша книга Макавеїв, Друга книга Макавеїв так і в апокрифі Четверта книга Макавеїв, авторство якої приписують Йосипу Флавію.